# Petlyakov VI-100
Petlyakov VI-100 (Visotnyi Istrebitel – tiêm kích tầng cao) là một loại máy bay tiêm kích/ném bom bổ nhào của Liên Xô, được thiết kế chế tạo năm từ năm 1938.

## Tính năng kỹ chiến thuật
Dữ liệu lấy từ Gunston, Bill. "The Osprey Encyclopaedia of Russian Aircraft 1875 – 1995". London, Osprey. 1995. ISBN 1-85532-405-9
Đặc điểm tổng quát
- Kíp lái: 2
- Chiều dài: 12.6 m (41 ft 4 in)
- Sải cánh: 17.16 m (56 ft 3⅔ in)
- Diện tích cánh: 40.50 m2 (436 ft2)
- Trọng lượng có tải: 7260 kg (16005 lb)
- Powerplant: 2 × Klimov M-105 + TK-2, 783 kW (1.050 hp) mỗi chiêc

Hiệu suất bay
- Vận tốc cực đại: 535 km/h (332 mph)
- Tầm bay: 1.400 km (870 dặm)
- Trần bay: 12.200 m (40.000 ft)
- Vận tốc lên cao: 12,25 m/s (2.412 ft/phút)

Vũ khí trang bị
- 2 x pháo ShVAK 20mm
- 3 x súng máy ShKAS 7,62mm
- 2 x bom FAB-100, FAB-200 hoặc FAB-500